# Nekrolog 1932
Nekrolog
◄◄
| ◄
| 1928
| 1929
| 1930
| 1931
| 1932 | 1933 | 1934 | 1935 | 1936 | ► | ►►
1. Quartal |
2. Quartal |
3. Quartal |
4. Quartal 
Weitere Ereignisse | Allgemeiner Nekrolog 1932
Die Beschreibung der verstorbenen Person sollte so kurz wie möglich gehalten sein und nur deren signifikante Tätigkeit(en) enthalten.
Neue Namen ggf. auch unter dem Geburts- und Sterbedatum, also etwa unter 1. Januar und im Geburts- und Sterbejahr (2024) eintragen (nur bei entsprechender großer Wichtigkeit). Für Beispiele siehe die schon vorhandenen Artikel.
Außerdem über die fünf zuletzt Verstorbenen, zu denen es einen ausreichend guten Artikel für eine Präsentation auf der Hauptseite gibt, nach der todesbedingten Überarbeitung der Artikel ggf. auch unter Wikipedia Diskussion:Hauptseite informieren und sie am besten auch in den anderen Wikipedia-Sprachversionen eintragen. Tipp: Regelmäßig bei news.google.de nach „ist tot“, „gestorben“ oder „verstorben“ suchen.
Wenn eine Person gestorben ist, gibt es viele Seiten zu dieser Person in der Wikipedia, die davon auch betroffen sind und entsprechend aktualisiert werden müssen. Beispiele: Namenübersichtsseite, Geburtsjahr, Geburtsort-Seiten und viele mehr.
Wie finde ich die betroffenen Seiten?
Im Suchfeld auf der linken Seite gibt man den Suchbegriff so ein: „Vorname Nachname“. Dann klickt man auf Volltext und alle Seiten mit entsprechendem Suchtext werden aufgerufen. Hier sieht man dann schnell, wo auch das Todesjahr Sinn macht oder sogar ein Teil des Artikels angepasst werden muss. Auch hilft das „Werkzeug“ auf der linken Seite sehr gut, um solche Seiten aufzufinden: „Links auf diese Seite“. Somit ist die Wikipedia wieder aktuell in allen Bereichen! Hinweis: bei Eintragung der Kategorie „Gestorben JAHR“ wird der Missbrauchsfilter 49 ausgelöst, was jedoch nicht schlimm ist. Siehe: Spezial:Missbrauchsfilter/49
Dies ist eine Liste von im Jahr 1932 verstorbenen bekannten Persönlichkeiten. Die Einträge erfolgen innerhalb der einzelnen Daten alphabetisch sortiert. Tiere sind im Nekrolog für Tiere zu finden.
Die Liste ist nach Quartalen aufgeteilt:
- Nekrolog 1. Quartal 1932: Januar, Februar und März
- Nekrolog 2. Quartal 1932: April, Mai und Juni
- Nekrolog 3. Quartal 1932: Juli, August und September
- Nekrolog 4. Quartal 1932: Oktober, November und Dezember

## Datum unbekannt
| Name                            | Beruf, bekannt als                                                                     |
| ------------------------------- | -------------------------------------------------------------------------------------- |
| Hans Baare                      | deutscher Manager der Stahlindustrie                                                   |
| Lucy Bacon                      | US-amerikanische Malerin des Impressionismus und Kunstlehrerin                         |
| Theodor Baierl                  | deutscher Maler, Freskant und Glasmaler                                                |
| Jules Beau                      | französischer Fotograf                                                                 |
| August Heinrich Berger          | deutscher Arzt und Schriftsteller                                                      |
| Robert Blüthner                 | deutscher Jurist und Unternehmer                                                       |
| Léon Guillaume Bouly            | französischer Erfinder                                                                 |
| William Hely Bowes              | britischer Offizier, zuletzt Brigadegeneral                                            |
| Karl Brockmann                  | deutscher Maschinenbauingenieur und Gestalter                                          |
| Henry Brunies                   | US-amerikanischer Jazz-Posaunist                                                       |
| Pierre Carrier-Belleuse         | französischer Maler                                                                    |
| Joseph Cowen                    | Zionist                                                                                |
| Diyap Ağa                       | türkischer Politiker                                                                   |
| Willy Doenges                   | deutscher Kunsthistoriker, Journalist und Verleger                                     |
| Donduk Kuular                   | tuwinischer Politiker                                                                  |
| Max Ehrhardt                    | deutscher Architekt                                                                    |
| Evaristo Conrado Engelberg      | brasilianisch-deutscher Erfinder                                                       |
| Rodolphe Ernst                  | österreichisch-französischer Maler                                                     |
| Henry F. Field                  | US-amerikanischer Politiker, Bankier und Treasurer von Vermont                         |
| Kunz Finck von Finckenstein     | deutscher Rittergutsbesitzer und Parlamentarier                                        |
| Lilla Pauline Emilie Gäde       | Malerin                                                                                |
| Hugo Göpfert                    | deutscher Architekt, Baumeister und Stifter                                            |
| Dmitri Semjonowitsch Girew      | russischer Musher und Expeditionsteilnehmer                                            |
| Franz Gruber                    | deutscher Opern- und Operettensänger (Tenor)                                           |
| Frank Hahne                     | deutscher Brauer und Gründer der Du Bois Brewing Company                               |
| Isidor Harkányi                 | österreichischer Photograph                                                            |
| Max Herfurt                     | deutscher Architekt                                                                    |
| Adolf Edward Herstein           | polnischer Maler und Kupferstecher                                                     |
| Claude C. Hopkins               | US-amerikanischer Werbetexter                                                          |
| Rudolf Kaeser-Rueff             | österreichischer Maler, Illustrator, Grafiker, Opernsänger und Komponist               |
| Franz Alexander Kaufmann        | deutscher Jurist und Politiker (DNVP), MdL                                             |
| Karl Kreft                      | deutscher Landwirt und Politiker (DNVP)                                                |
| Kusakabe Kimbei                 | japanischer Fotograf                                                                   |
| Francis La Flesche              | US-amerikanischer Ethnologe                                                            |
| Osmin Laporte                   | französischer Diplomat                                                                 |
| Paul Liepmann                   | deutscher Verwaltungsbeamter und Politiker                                             |
| Ernst Friedrich von Liphart     | russischer Maler, Kunstexperte und Kunstsammler                                        |
| Alexander Iwanowitsch Litwinow  | russischer General                                                                     |
| Iwan Andrejewitsch Maljutin     | russischer Maler, Karikaturist und Plakatkünstler                                      |
| Louie McLean                    | britische Motorradrennfahrerin                                                         |
| Willy Menzner                   | deutscher Bildhauer                                                                    |
| Paul Nauen                      | deutscher Maler                                                                        |
| Erland Nordenskiöld             | schwedischer Ethnologe und Anthropologe finnischer Abstammung                          |
| Anders Peter Olsen              | dänischer Inspektor von Grönland                                                       |
| Anton Lukitsch Omeltschenko     | russischer Pferdepfleger und Expeditionsteilnehmer                                     |
| Fritz Wilhelm Emanuel Peters    | deutscher Bauingenieur                                                                 |
| Leónidas Plaza Gutiérrez        | ecuadorianischer Politiker, zweimaliger Präsident von Ecuador                          |
| Manuel Prado                    | argentinischer Militär und Historiograph                                               |
| Désiré-Henri Prys               | belgischer Komponist                                                                   |
| Carlos J. Puig Casauranc        | mexikanischer Botschafter                                                              |
| Cuno Hugo Rudolph               | US-amerikanischer Politiker                                                            |
| Leopold Rütimeyer               | Schweizer Mediziner, Ethnograf und Hochschullehrer, Professor an der Universität Basel |
| Albert Saunier                  | deutscher Diplomat                                                                     |
| Max Schlee                      | württembergischer Generalmajor                                                         |
| Albert Schlicklin               | französischer katholischer Priester                                                    |
| Wassili Michailowitsch Skworzow | russischer Theologe                                                                    |
| Spyridon Stais                  | griechischer Sportschütze                                                              |
| Nelson Story                    | US-amerikanischer Politiker                                                            |
| Susan Stuart Frackelton         | US-amerikanische Kunstmalerin und Keramikkünstlerin                                    |
| George C. Thomas junior         | US-amerikanischer Golfarchitekt                                                        |
| Ralph Todd                      | englischer Maler des Spätimpressionismus                                               |
| Helena Unierzyska               | polnische Malerin und Bildhauerin                                                      |
| Carl Vohl                       | deutscher Architekt und preußischer Baubeamter                                         |
| Georg Voß                       | deutscher Kunsthistoriker                                                              |
| Carl Weigle                     | deutscher Architekt                                                                    |
| Ignaz Weise                     | deutscher Orgelbauer                                                                   |
| Robert Winterhalder             | deutscher Erfinder des Skilifts                                                        |
| Morris Wintschewski             | Schriftsteller und Sozialist                                                           |
| Leopold Zborowski               | polnisch-jüdischer Kunsthändler und Dichter                                            |